# China Open 1986
Die China Open 1986 im Badminton fanden vom 28. Mai bis zum 1. Juni 1986 in Fuzhou, Volksrepublik China, statt. Mit einem Preisgeld von 25.000 US-Dollar wurde das Turnier in Kategorie 1 der Grand-Prix-Wertung eingestuft.

## Finalresultate
| Disziplin    | Sieger                        | Finalist                  | Ergebnis     |
| ------------ | ----------------------------- | ------------------------- | ------------ |
| Herreneinzel | Icuk Sugiarto                 | Misbun Sidek              | 15:13, 15:11 |
| Dameneinzel  | Han Aiping                    | Li Lingwei                | 11:3, 11:6   |
| Herrendoppel | Li Yongbo Tian Bingyi         | Chen Hongyong Huang Zhen  | 15:6, 15:8   |
| Damendoppel  | Verawaty Fajrin Ivanna Lie    | Kim Yun-ja Yoo Sang-hee   | 15:8, 15:10  |
| Mixed        | Park Joo-bong Chung Myung-hee | Nigel Tier Gillian Gowers | 15:4, 15:5   |